# Darja Karpienko
Darja Karpienko (ur. 13 marca 1985) – kazachska zapaśniczka walcząca w stylu wolnym. Dwukrotna uczestniczka mistrzostw świata, piąta w 2007. Ósma na igrzyskach azjatyckich w 2006. Wicemistrzyni Azji w 2007, brązowa medalistka z 2008 roku.